# Campeonato Europeu de Patinação Artística no Gelo de 1912
O Campeonato Europeu de Patinação Artística no Gelo de 1912 foi a décima oitava edição do Campeonato Europeu de Patinação Artística no Gelo, um evento anual de patinação artística no gelo organizado pela União Internacional de Patinação (em inglês:  International Skating Union) onde os patinadores artísticos competem pelo título de campeão europeu. A competição foi disputada entre os dias 10 de fevereiro e 11 de fevereiro, na cidade de Estocolmo, Suécia.

## Eventos
- Individual masculino

## Medalhistas
| Evento                        | Ouro                   | Prata                 | Bronze                   |
| Individual masculino detalhes | Gösta Sandahl · Suécia | Ivan Malinin · Rússia | Martin Stixrud · Noruega |

## Resultados

### Individual masculino
| Pos.              | Nome           | Nacionalidade |
| ----------------- | -------------- | ------------- |
| Medalha de ouro   | Gösta Sandahl  | Suécia        |
| Medalha de prata  | Ivan Malinin   | Rússia        |
| Medalha de bronze | Martin Stixrud | Noruega       |

## Quadro de medalhas
| Ordem | País    | Medalha de ouro | Medalha de prata | Medalha de bronze |   | Ordem por total |
| ----- | ------- | --------------- | ---------------- | ----------------- | - | --------------- |
| 1     | Suécia  | 1               |                  |                   | 1 | 1               |
| 2     | Rússia  |                 | 1                |                   | 1 | 1               |
| 3     | Noruega |                 |                  | 1                 | 1 | 1               |
| TOTAL | TOTAL   | 1               | 1                | 1                 | 3 | —               |